# Булычевский сельсовет
Булычевский сельсовет — сельское поселение в Иссинском районе Пензенской области Российской Федерации.
Административный центр — село Булычево.

## История
Статус и границы сельского поселения установлены Законом Пензенской области от 2 ноября 2004 года № 690-ЗПО «О границах муниципальных образований Пензенской области».

## Население
| 2002  | 2010  | 2012  | 2013  | 2014  | 2015  | 2016  |
| ----- | ----- | ----- | ----- | ----- | ----- | ----- |
| 1833  | ↘1626 | ↘1551 | ↘1508 | ↘1464 | ↘1437 | ↘1385 |
| 2017  | 2018  | 2021  |       |       |       |       |
| ↘1357 | ↘1343 | ↘1061 |       |       |       |       |

## Состав сельского поселения
| № | Населённый пункт                 | Тип населённого пункта       | Население |
| - | -------------------------------- | ---------------------------- | --------- |
| 1 | Булычево                         | село, административный центр | ↘981      |
| 2 | Долгоруково                      | село                         | ↘48       |
| 3 | Кисловка                         | село                         | ↘111      |
| 4 | Любятино                         | село                         | ↘8        |
| 5 | Центральная Усадьба совхоза Маяк | населённый пункт             | ↘478      |